# Hum (brdo iznad Sarajeva)
Hum je brdašce iznad Sarajeva. Prostire se u općini Novo Sarajevo, Velešićima, Pofalićima I i II, Kobiljom Glavom. Prema sjeveroistoku je groblje Bare i pogoni Bosnalijeka. Najviša kota je na 812 metara nadmorske visine. Na vrhu Huma je predajnik. Do vrha se može doći stazom pješice ili taksijem.
Ovaj televizijski repetitor najznačajniji je komunikacijski objekt u Bosni i Hercegovini.
Najveći dio brda Hum proglašen je parkovno-rekreacijskom zonom Park šuma Hum. S vrha se pruža pogled na Sarajevo i planine Trebević, Igman i Bjelašnicu.